# Johannes Evert van Leeuwen
Johannes Evert van Leeuwen (Leiden, 7 december 1855 – Den Haag, 17 mei 1931) was een schilder, tekenaar, decoratieschilder (van voorwerpen), decoratieschilder (van interieurs), wandschilder, vooral wapenschilder en -tekenaar, werkte vooral voor genealogische en heraldische archieven voor de Hoge Raad van Adel.

## Achtergrond
Van Leeuwen was in Den Haag als rijtuigschilder begonnen en viel daarbij op aan het Hof. Hij blonk uit met het wapen van Hendrik hertog van Mecklenburg-Schwerin, het gewijzigde Nederlandse rijkswapen van 1907 en het nieuwe wapen van prinses Juliana in 1909. Op zijn briefpapier had hij laten drukken: Wapenschilder van H.M. de Koningin. Tussen 1890 en 1895 was hij tevens leraar aan de Haagse ambachtsschool. Hij werkte tot zijn overlijden voor de Hoge Raad van Adel.

## Afbeeldingen

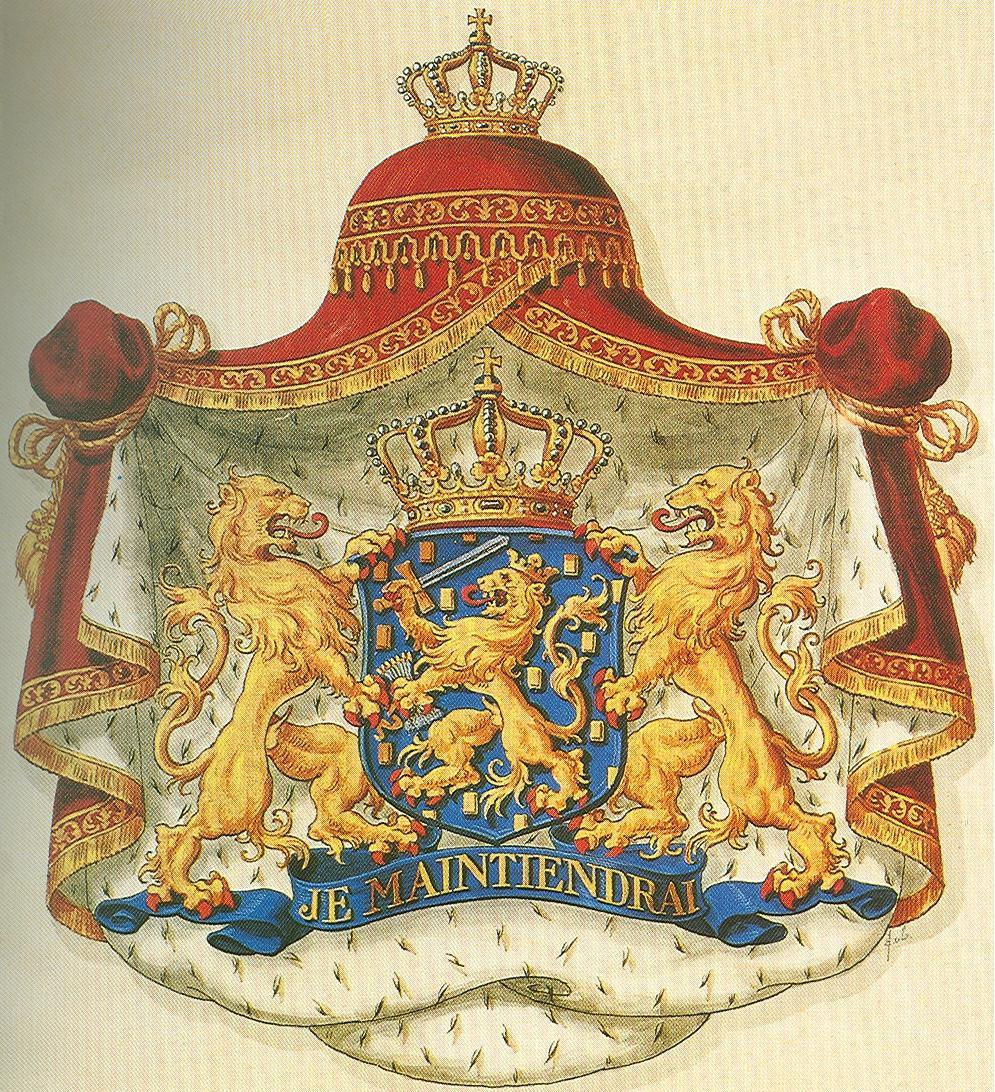
Wapen van Nederland, door van Leeuwen. (1907)
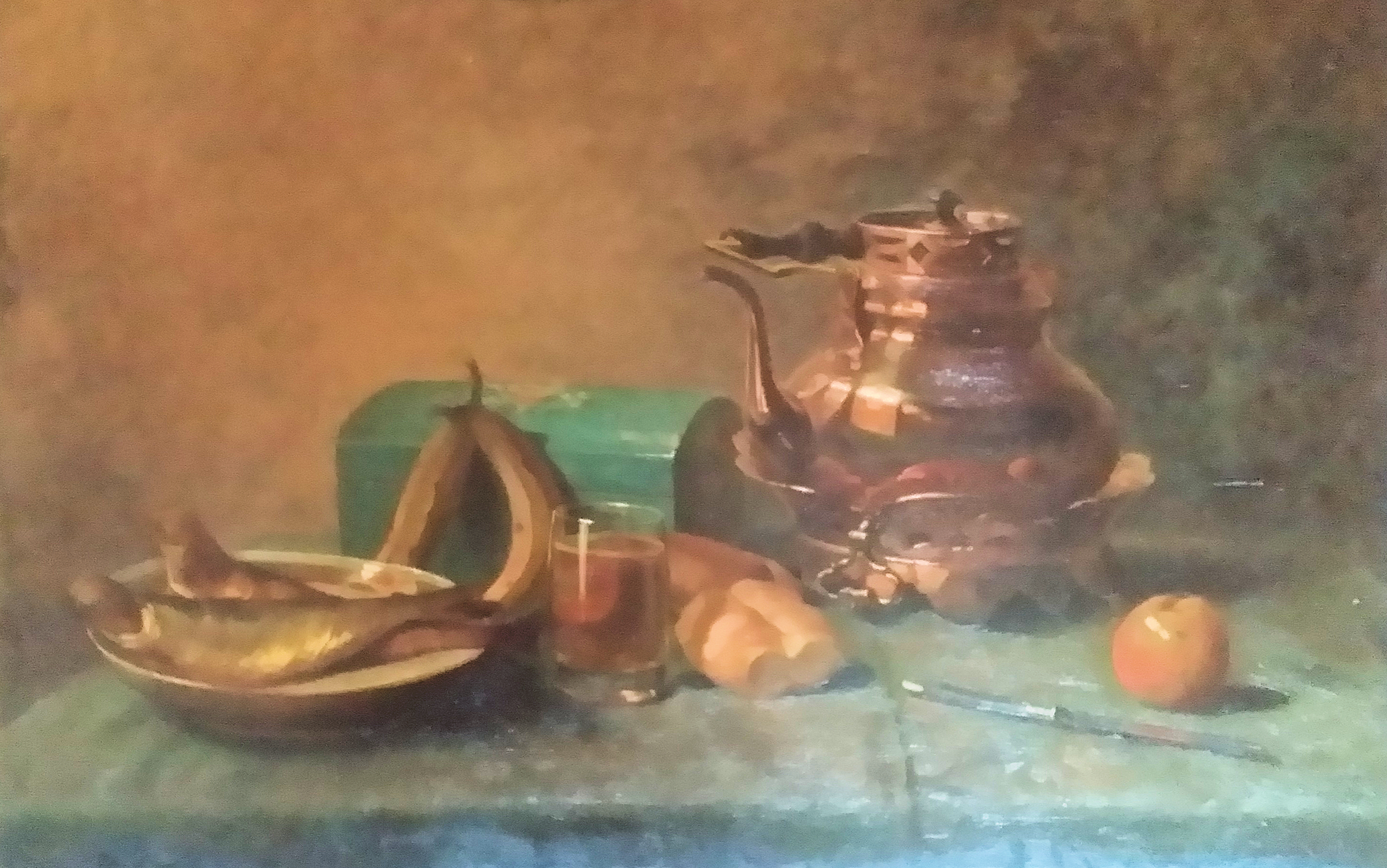
Stilleven (1912)
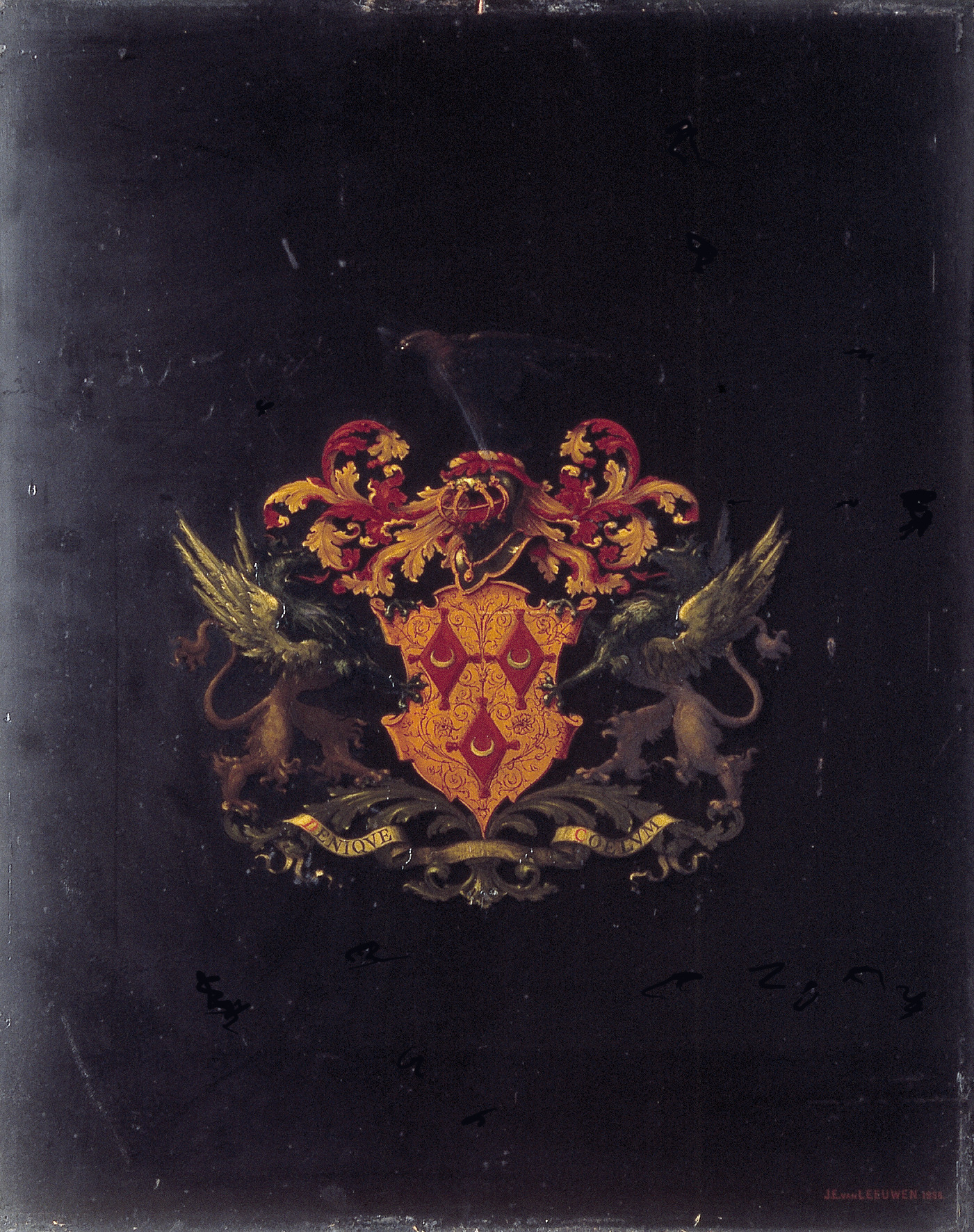
Wapenbord 1886